# Section.80
Section.80 – debiutancki album studyjny amerykańskiego rapera, Kendricka Lamara. Został wydany 2 lipca 2011 roku nakładem Top Dawg Entertainment. Album jest dostępny jedynie w formie elektronicznej, przez Spotify i iTunes. Na albumie pojawiają się gościnnie tacy artyści jak Ab-Soul, Schoolboy Q, GLC, BJ the Chicago Kid, Ashtrobot czy Colin Munroe.

## Lista utworów
| Section.80 – 2011 | Section.80 – 2011                                            | Section.80 – 2011   | Section.80 – 2011 |
| Nr                | Tytuł utworu                                                 | Producent           | Długość           |
| ----------------- | ------------------------------------------------------------ | ------------------- | ----------------- |
| 1.                | „Fuck Your Ethnicity”                                        | THC                 | 3:44              |
| 2.                | „Hol' Up”                                                    | Sounwave            | 2:53              |
| 3.                | „A.D.H.D”                                                    | Sounwave            | 3:35              |
| 4.                | „No Make-Up (Her Vice)” (feat. Colin Munroe)                 | Sounwave            | 3:55              |
| 5.                | „Tammy's Song (Her Evils)”                                   | THC                 | 2:41              |
| 6.                | „Chapter Six”                                                | Tommy Black         | 2:41              |
| 7.                | „Ronald Reagan Era (His Evils)”                              | Tae Beast           | 3:36              |
| 8.                | „Poe Man's Dreams (His Vice)” (feat. GLC)                    | Willie B            | 4:21              |
| 9.                | „The Spiteful Chant” (feat Schoolboy Q)                      | Sounwave, Dave Free | 5:20              |
| 10.               | „Chapter Ten”                                                | THC, Iman Omari     | 1:15              |
| 11.               | „Keisha's Song (Her Pain)” (feat. Ashtrobot)                 | Tae Beast           | 3:47              |
| 12.               | „Rigamortis”                                                 | Willie B, Sounwave  | 2:48              |
| 13.               | „Kush and Corinthians (His Pain)” (feat. Bj the Chicago Kid) | Wyldfyer            | 5:04              |
| 14.               | „Blow My High (Members Only)”                                | Tommy Black         | 3:35              |
| 15.               | „Ab-Soul's Outro” (feat. Ab-Soul)                            | Terrace Martin      | 5:50              |
| 16.               | „HiiiPower”                                                  | J. Cole             | 4:39              |
|                   |                                                              |                     | 59:44             |